# Corybas unguiculatus
Corybas unguiculatus är en orkidéart som först beskrevs av Robert Brown, och fick sitt nu gällande namn av Heinrich Gustav Reichenbach. Corybas unguiculatus ingår i släktet Corybas, och familjen orkidéer. Inga underarter finns listade i Catalogue of Life.

## Bildgalleri

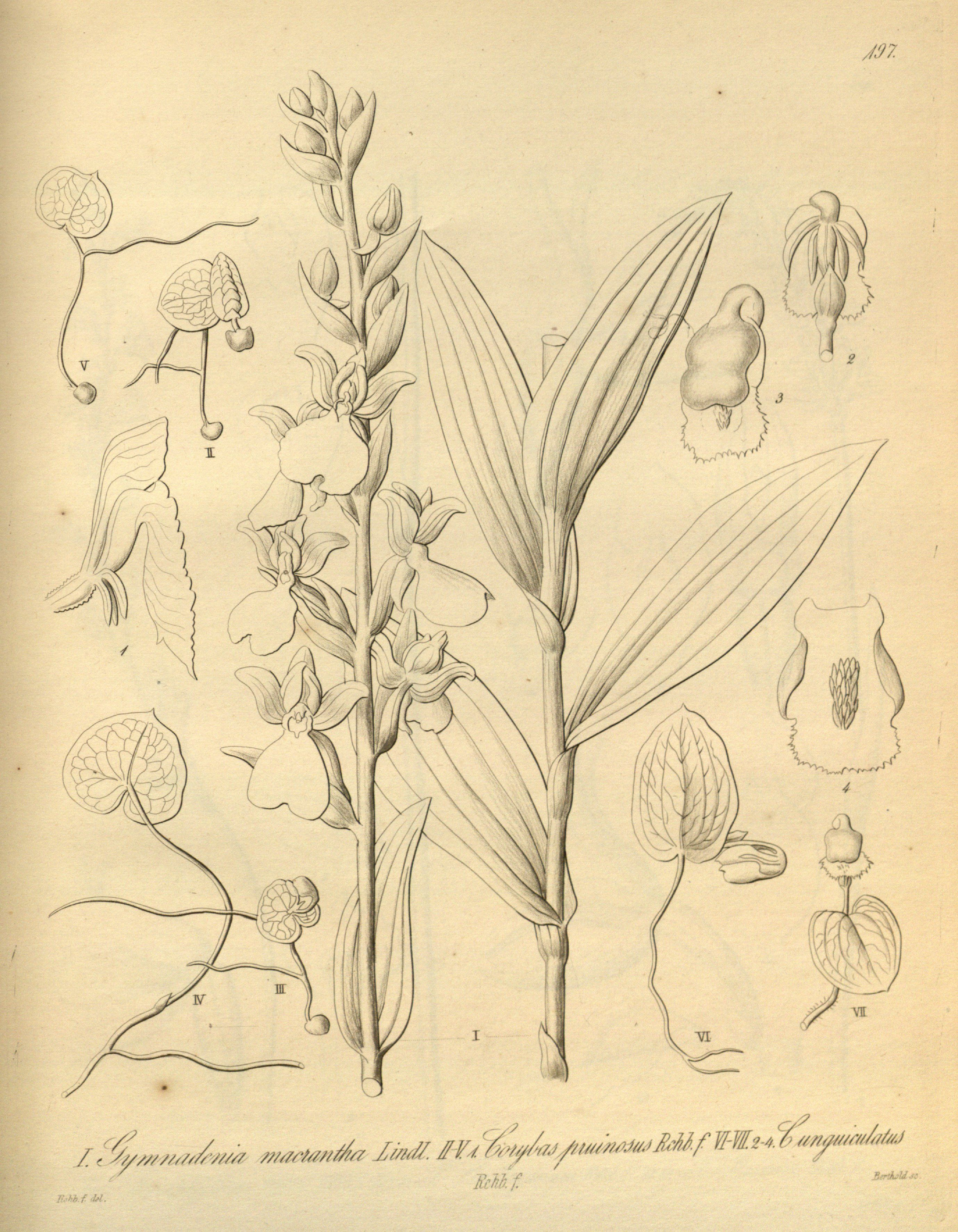